# Lepilemur aeeclis

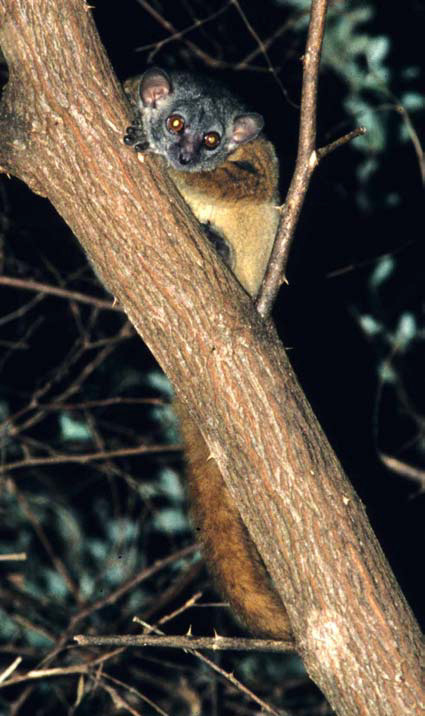
Lepilemur aeeclis

Lepilemur aeeclis is een zoogdier uit de familie van de wezelmaki's (Lepilemuridae). De wetenschappelijke naam van de soort werd voor het eerst beschreven in 2006, maar werd pas in 2017 geldig gepubliceerd door Andriaholinirina et al. De soort is genoemd naar de Association Européenne pour l'Etude et la Conservation des Lémuriens (AEECL), die het veldwerk van de auteurs lange tijd heeft ondersteund.

## Beschrijving
L. aeeclis is een variabele soort en de lichtval bepaalt sterk de indruk van de vachtkleur. Het gezicht is grijs. De ronde oren zijn naar voren gericht. Soms zit er een zwart stuk haar op het voorhoofd. Het voorhoofd is toch al wat donkerder gekleurd dan de rest van het gezicht, net als de wangen. Over de rug loopt een lange streep, die het duidelijkste is op de voorste helft van de rug en op het voorhoofd in een aantal smalle strepen uiteenvalt. De rug is grijs of roodgrijs, vooral in het midden van de rug. Ook de bovenarmen, bovenbenen en schouders zijn vaak roodachtig. De onderarm en het onderbeen zijn minder roodachtig. De buik is grijsachtig, in verschillende tinten. De staartkleur varieert tussen grijs en rood.

## Verspreiding
De soort komt voor tussen de rivieren Mahavavy-Sud en Betsiboka in het westen van Madagaskar. 

## Taxonomie
Hij is het nauwste verwant aan Lepilemur randrianasoli en de roodstaartwezelmaki (L. ruficaudatus), die hetzelfde karyotype (20 chromosomen) hebben. In grootte en verhoudingen lijkt hij het meest op de roodstaartwezelmaki, maar het DNA lijkt meer op dat van L. randrianasoli.

## Status
Het leefgebied bestaat uit loofbossen van de droge klimaatzone. Het verspreidingsgebied is niet groter dan 7570 km². De leefgebieden binnen dit areaal zijn sterk versnipperd en worden voortdurend kleiner en/of gaan in kwaliteit achteruit door ontbossing ten behoeve van de landbouw en door roofbouw. Daardoor neemt de populatie in aantal af. Lepilemur aeeclis staat daarom als kwetsbaar op de Rode Lijst van de IUCN.
Lepilemur aeeclis · Lepilemur ahmansoni · Lepilemur ankaranensis · Lepilemur betsileo · Grijsrugwezelmaki (Lepilemur dorsalis) · Milne-Edwards wezelmaki (Lepilemur edwardsi) · Lepilemur fleuretae · Lepilemur grewcocki · Lepilemur hollandorum · Lepilemur hubbardi · Lepilemur jamesi · Witvoetwezelmaki (Lepilemur leucopus) · Kleintandwezelmaki (Lepilemur microdon) · Lepilemur milanoii · Grote wezelmaki (Lepilemur mustelinus) · Lepilemur otto · Lepilemur petteri · Lepilemur randrianasoloi · Roodstaartwezelmaki (Lepilemur ruficaudatus) · Lepilemur sahamalaza · Lepilemur scottorum · Lepilemur seali · Noordelijke wezelmaki (Lepilemur septentrionalis) · Lepilemur tymerlachsoni · Lepilemur wrighti